# أوتو رودلف هولمبرغ
أوتو رودلف هولمبرغ (بالسويدية: Otto Rudolf Holmberg)‏ هو عالم نبات سويدي، ولد في 1 فبراير 1874 في Simrishamn ‏ في السويد، وتوفي في 28 ديسمبر 1930.